# E.T.-Compton-Hütte
Die E.-T.-Compton-Hütte, auch einfach nur Comptonhütte, ist eine Schutzhütte der Sektion Austria des ÖAV an der Nordflanke der Gailtaler Alpen, nördlich des Reißkofels (2371 m). Sie steht auf dem Schönboden in einer Seehöhe von 1585 m ü. A. und bietet etwa 20 Schlafgelegenheiten. Benannt ist sie nach dem deutsch-englischen Maler und Bergsteiger Edward Theodore Compton.
Der Zugang erfolgt zu Fuß vom Drautal aus (Greifenburg bzw. Berg im Drautal/Ortsteil Feistritz) in etwa 3 Stunden. Eine Forststraße führt von der Pfarreben (1120 m) herauf. Die Hütte ist ein wichtiger Stützpunkt am Gailtaler Höhenweg und am Julius Kugy Alpine Trail. Dieser wird über den Padiaursteig genannten Anstieg beim Törl (2019 m) erreicht, von wo aus sich im Westen der Reißkofel und im Osten der Sattelnock erreichen lassen.

## Geschichte
Die Hütte wurde in den Jahren 1925 bis 1928 von der Sektion Austria des DuOeAV erbaut und am 12. August 1928 eröffnet. 1978 wurde eine tiefer liegende Quelle gefasst, eine Wasserleitung gebaut und so das bis dahin bestehende Wasserproblem gelöst.

## Übergänge
- Reißkofel-Biwak, 1799 m, Gehzeit: 4¾ Stunden
- Weißbriacher Hütte, 1567 m, ÖAV, Gehzeit: 3¼ Stunden
- Pließalm, ca. 1710 m, privat, Gehzeit: 1 Stunde

## Galerie

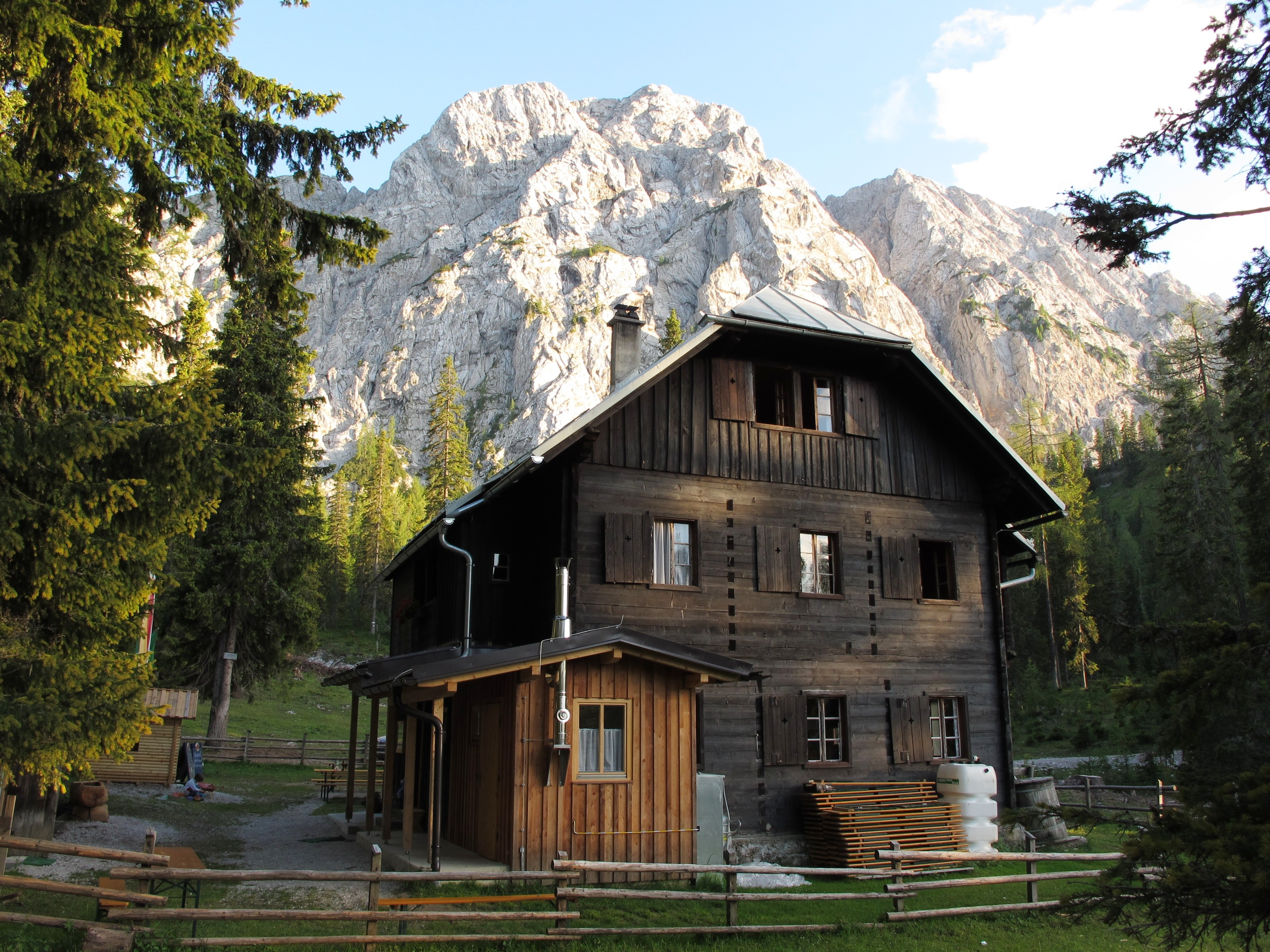
E.T.-Compton-Hütte, im Hintergrund der Reißkofel
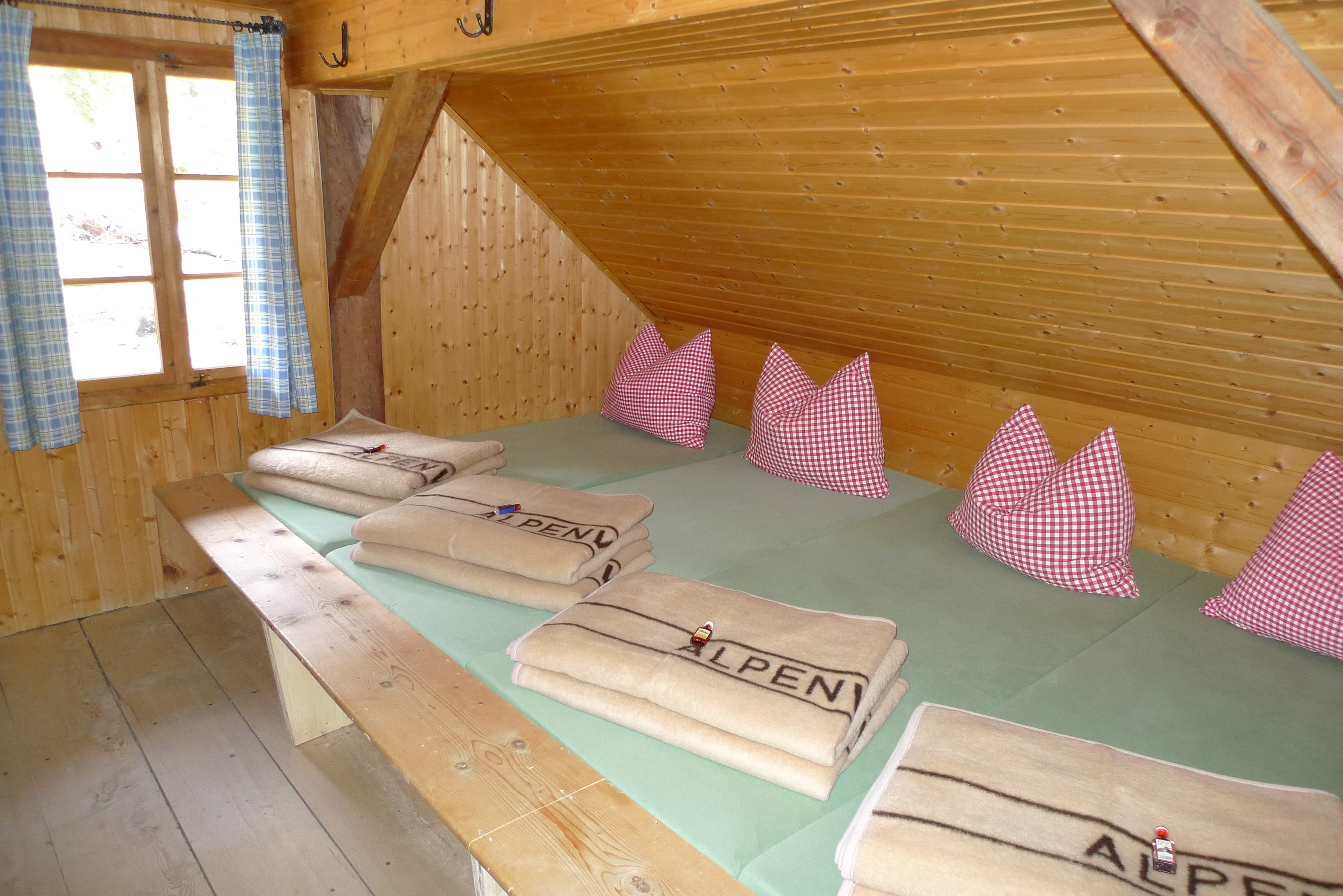
Lager